# Alekszandr Alfredovics Bek
Alekszandr Alfredovics Bek (Szaratov, 1902. december 21. – Moszkva, 1972. november 2.) szovjet regényíró.

## Élettörténet
Alexandr Bek a cári orosz hadseregben alkalmazott orvos fiaként született. Szülővárosában, Szaratovban nevelkedett, ahol reáliskolába járt.
Az 1917-es orosz forradalom és a vörös és fehér mozgalmak közötti orosz polgárháború kitörése után tizenhat éves önkéntesként csatlakozott a bolsevikok Vörös Hadseregéhez, és 1919-ben kezdett cikkeket írni a hadsereg hadosztályos újságjához. 1934-ben jelent meg első regénye, a Kurako, amelyet a kiváló orosz kohász, Mihail Kurako tiszteletére írt, a Kuznyeck városában tett látogatása utáni benyomások nyomán. Az 1930-as években több más, a szocialista realizmus stílusában írt műve is született.
Bek a második világháború alatt a Vörös Hadseregben szolgált Moszkvában, a 8. (Krasznaja Presznya) önkéntes lövészhadosztály 24. ezrede 1. zászlóaljának 3. századában, az „írók századaként” ismert 3. században önkéntesként. Mielőtt azonban bevonult volna a harcokba, átvezényelték haditudósítónak, és ebben a szerepkörben szemtanúja volt Moszkva 1941-es szovjet védelmének. Életének egyik leghíresebb műve, A volokalamszki országút („Волоколамское шоссе”) 1944-ben készült, amely Moszkva védelmezőinek hősiességét ábrázolja. A következő évben Berlinben szemtanúja volt a náci Németország második világháborús kapitulációjának.
Bek 1950-es és 1960-as évekbeli művei közül a legismertebbek a Néhány napig („Несколько дней”) és a Panfilov tábornok tartaléka („Резерв генерала Панфилова”), mindkettő 1960-ban jelent meg, valamint az 1956-os Tálentum (Berezskov élete) („Талант (Жизнь Бережкова)”), amely angolul Berezhkov – The Story Of An Inventor címmel jelent meg, és a szovjet autóiparban dolgozó szakember valós életén alapult.
Bek 1965-ben írt regénye, Új megbízatás (Новое назначение) egy roman à clef regény, amelynek középpontjában Ivan Tevoszján szovjet politikus áll, aki Sztálin vezetése idején a szovjet kohászati termelés irányításában játszott kulcsszerepet. Annak ellenére, hogy a Novij Mir oldalain jelentették be a könyv megjelenését, a regényt csak 1986-ban adták ki a Szovjetunióban — nagyrészt Tevoszján özvegyének tiltakozása miatt, aki arra panaszkodott, hogy a mű méltánytalanul tárgyalja néhai férje életének magánéleti vonatkozásait. Ennek megfelelően az Új megbízatás először 1972-ben jelent meg Frankfurt am Mainban.
Bek 1972. november 2-án halt meg Moszkvában.

## Könyvei
- Волоколамское шоссе — Москва: Советский писатель, 1945.
- Жизнь Бережкова. В двух томах. — Москва: Гослитиздат, 1956.
- Новое назначение — Москва: Правда, 1988.

### Magyarul
- A volokalámszki országút. Regény (Panfilov tábornok hadosztálya 1.) – Globus ny., Bécs, 1947 · Fordította: Gyöngyös Iván
- Szív és munka; ford. Zoltán Lajos; Új Magyar Könyvkiadó, Budapest, 1949 (Szovjet kisregények)
- A nyíltszívű Tyimoféj (elbeszélések) – Népszava, Budapest, 1953 · Fordította: Lovas Márton
- Berezskov élete (Жизнь Бережкова) – Orosz Könyv, Bukarest, 1959 · Fordította: Asztalos Ágnes
- Volokalamszki napok. Regény (Panfilov tábornok hadosztálya 2.) – Kossuth, Budapest, 1960 · Elbert János · Illusztrálta: Rogán Miklós
- A volokolamszki országút. Regény; ford. Gyöngyös Iván, Sívó Mária, utószó Makay Gusztáv; Móra, Budapest, 1965 (Az én könyvtáram. Az ifjúsági irodalom remekei)
- Panfilov tábornok tartaléka. Regény (Panfilov tábornok hadosztálya 3.) – Kossuth, Budapest, 1962 · Magos László · Illusztrálta: Rogán Miklós
- A volokalamszki országút (Волоколамское шоссе) – Európa, Budapest, 1977 · ISBN 9630709937 · Fordította: Gyöngyös Iván
- Új megbízatás (Новое назначение) – Európa, Budapest, 1988 · ISBN 9630746123 · Fordította: Katona Erzsébet, utószót Gavriil Popov

## Fordítás
- Ez a szócikk részben vagy egészben  az   Alexander Bek című angol Wikipédia-szócikk fordításán alapul.  Az eredeti cikk szerkesztőit annak laptörténete sorolja fel. Ez a jelzés csupán a megfogalmazás eredetét és a szerzői jogokat jelzi, nem szolgál a cikkben szereplő információk forrásmegjelöléseként.